# Угорська Асоціація Електрографічного Мистецтва
 Угорська Асоціація Електрографічного Мистецтва (угор. Magyar Elektrográfiai Társaság) — міжнародне творче угруповання художників та мистецтвознавців, створене для підтримки творчості в напрямку розвитку новітніх мистецьких технологій сучасного мистецтва, з використанням комп’ютера, ксероксу, інтернету та інших приладів, що потребують електричного живлення (звідки запропоновано назву), синонім медіа-мистецтва, комп'ютерного, цифрового, електронного, відео-арту. УАЕМ є організатором відомих міжнародних виставок «Матрікс», «Мега Піксель», «Агора», «Арт маркет» та інших, що відбуваються на локаціях галерей та музеїв Угорщини й інших країн: Чехії, Польщі,  Румунії, Нідерландів, Фінляндії, Німеччини тв ін. Окрім того, з  2014 року асоціація має власну «MET» галерею (вул. Болчо, 9, Будапешт). Президент — Агнес Хааш, віце-президент Ружина Шпіцер, член правління Джудіт Альберт, мистецтвознавець Юлія Н. Месарос, консультанти Арпад Дарадікс, Еніка Габор, Естер Ланг, Денеш Ружа, Берталан Балінт та ін.

## Історія

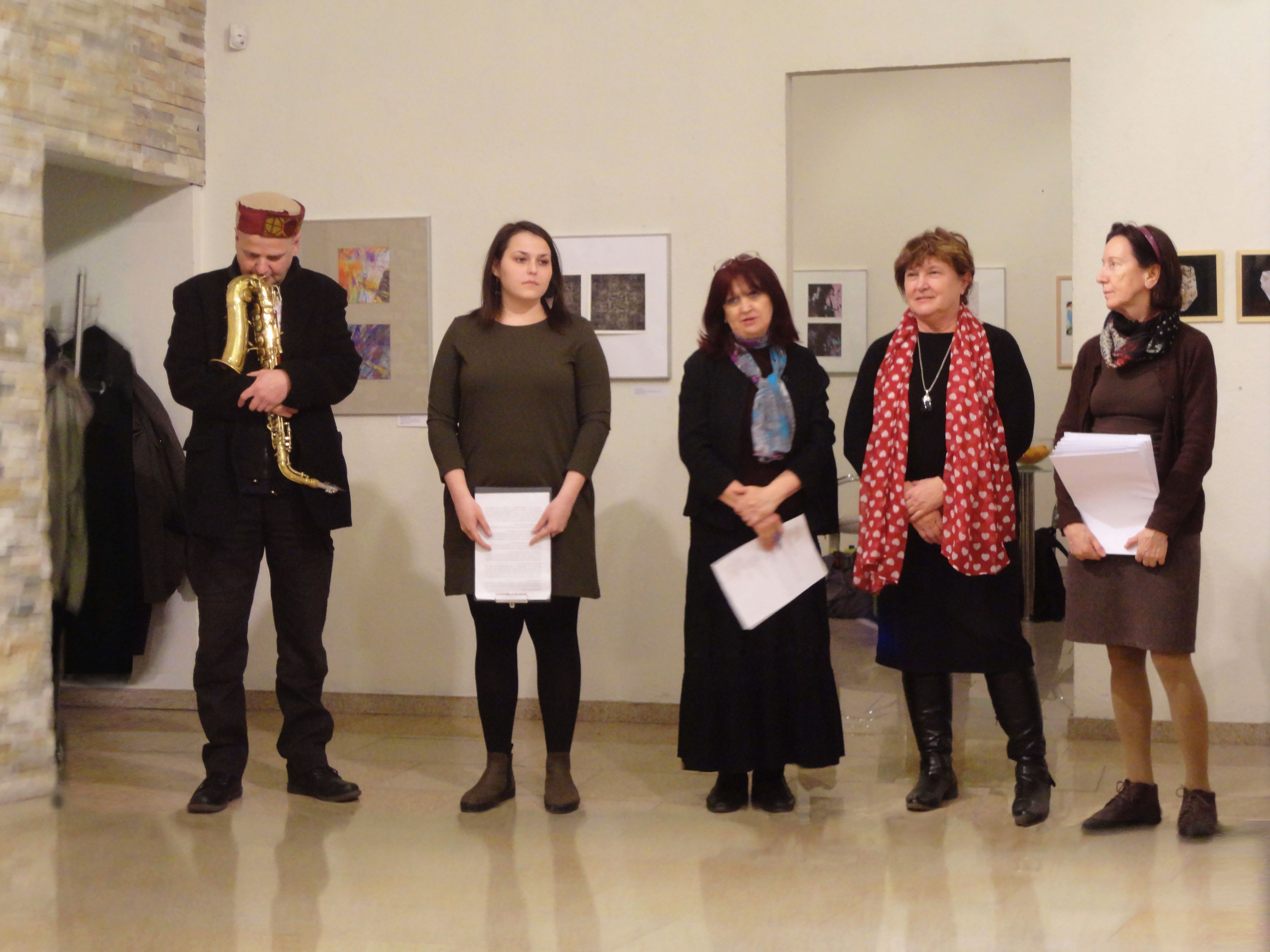
Аттіла Дора, Сара Барді, Агнес Хааш, Агнес Петер, Естер Ланг на відкритті «Матрікс 2017»

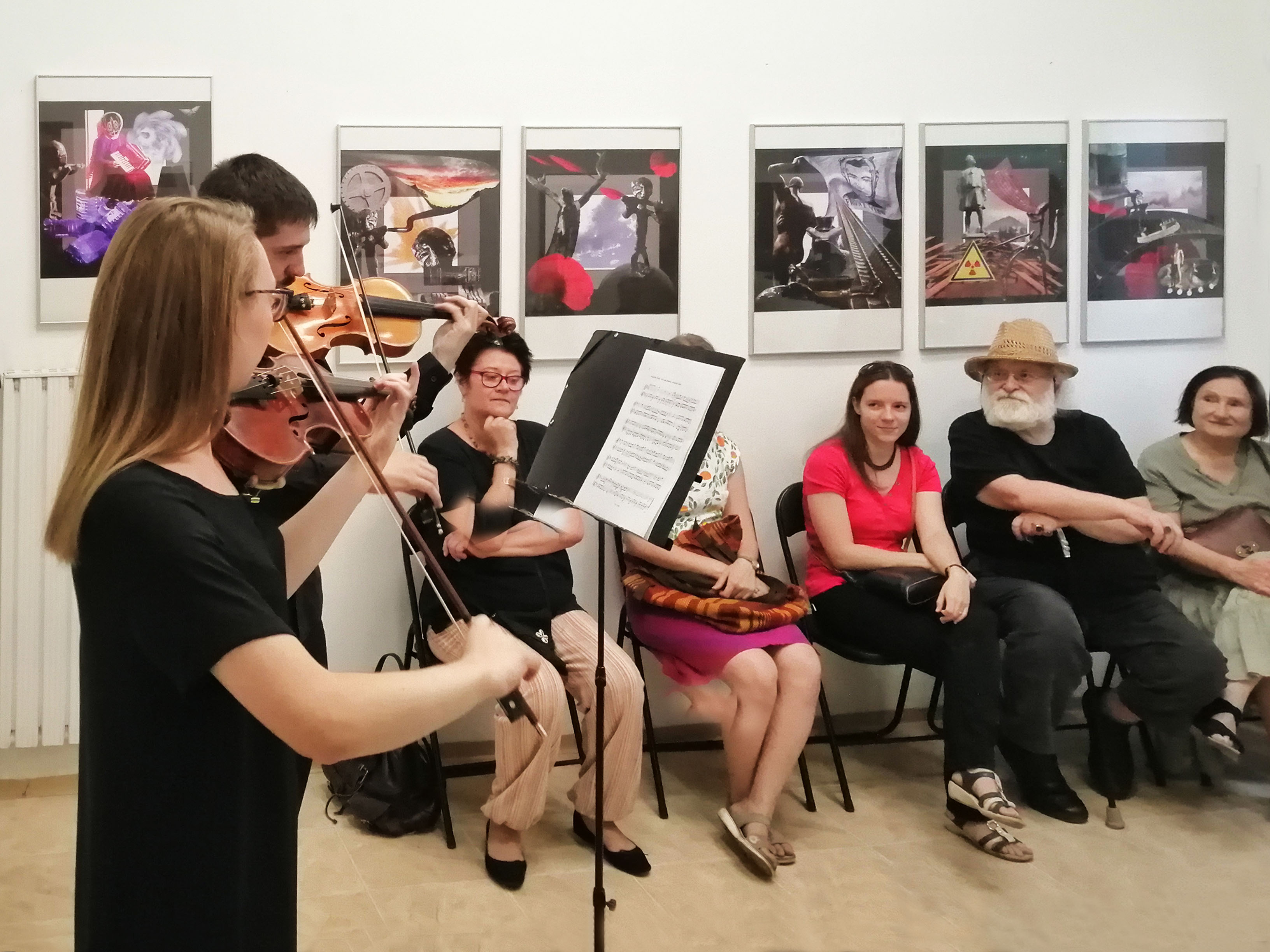
На відкритті виставки Олени Голуб грають музиканти Ханга Олахос, Золтан Сабо Герґелі. 2019

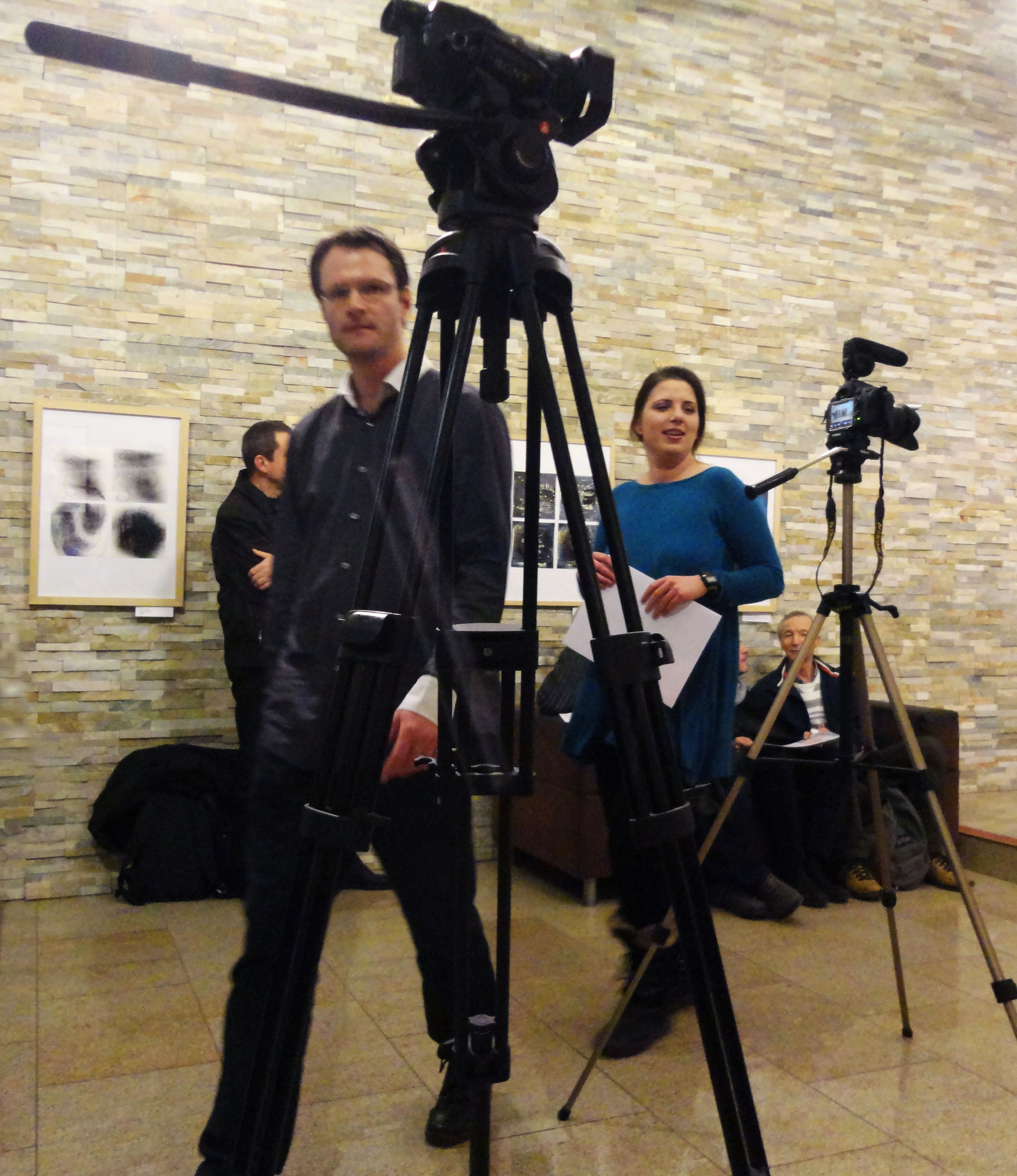
Денес Ружа і Ружина Шпіцер за відеозйомкою. 2017

Виставкова діяльність УАЕМ розпочалася з програмної виставки 19 художників у серпні 2001 року, експонованої у Б32-Галереї (що на вул. Бартока, 32, Будапешт), більшість з яких до того складала осередок художньої групи «В'язальники тіней». Серед засновників-учасників, що зареєстрували асоціацію, були талановиті митці Анталь Люкс, Андрас Бохар (1961—2006), Габор Зентай (1976—2016), Агнес Хааш та інші. Вони стали ініціаторами проведення регулярних виставок мистецтва нових медіа, яке угорці запропонували називати електрографікою. 
Комп'ютернні й цифрові технології, ксерокс та інші привабили митців, що до того практикували у сфері традиційних жанрів (живописців, графіків, скульпторів і навіть письменників) можливістю інноваційних  експериментів. Кожна експозиція асоціації з тих пір являє собою складну мистецьку подію фестивального рівня, оснащену чисельним технічним обладнанням. Щороку виходить поліграфічний супровід виставок «Матрікс», «Агора», «Мега Піксель», «Арт Маркет» та інших, де мистецтвознавці всебічно аналізують практику медіа-художників. 

### Підтримка УАЕМ
Експериментальне  мистецтво підтримують державні й недержавні організації Угорщини, серед них:
- Національний культурний фонд Угорщини;
- Угорська академія Мистецтв;
- Асоціація угорських товариств образотворчого та прикладного мистецтва.

## Творча діяльність

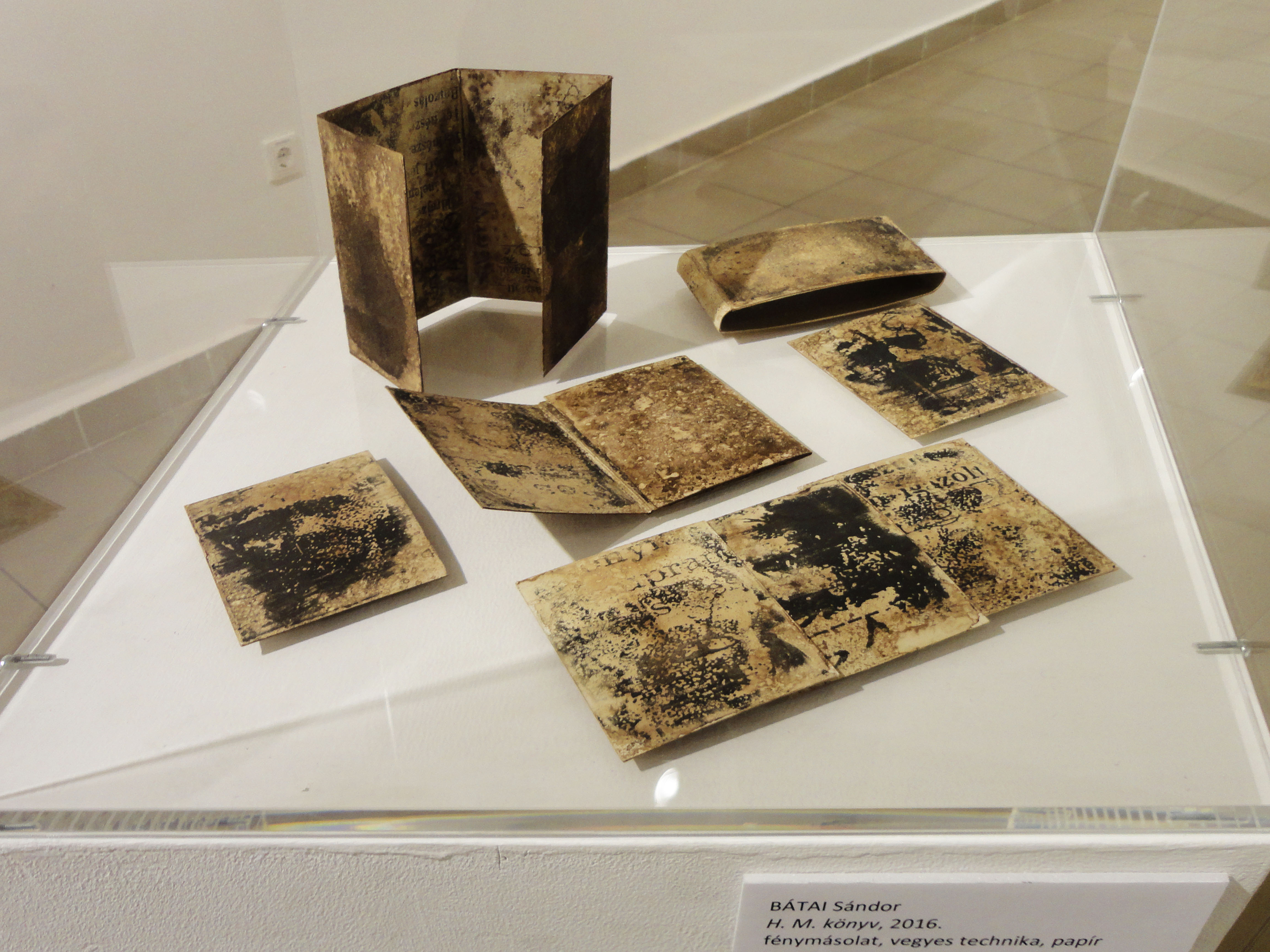
Інсталяція Шандора Батаі на «Матрікс 2017»

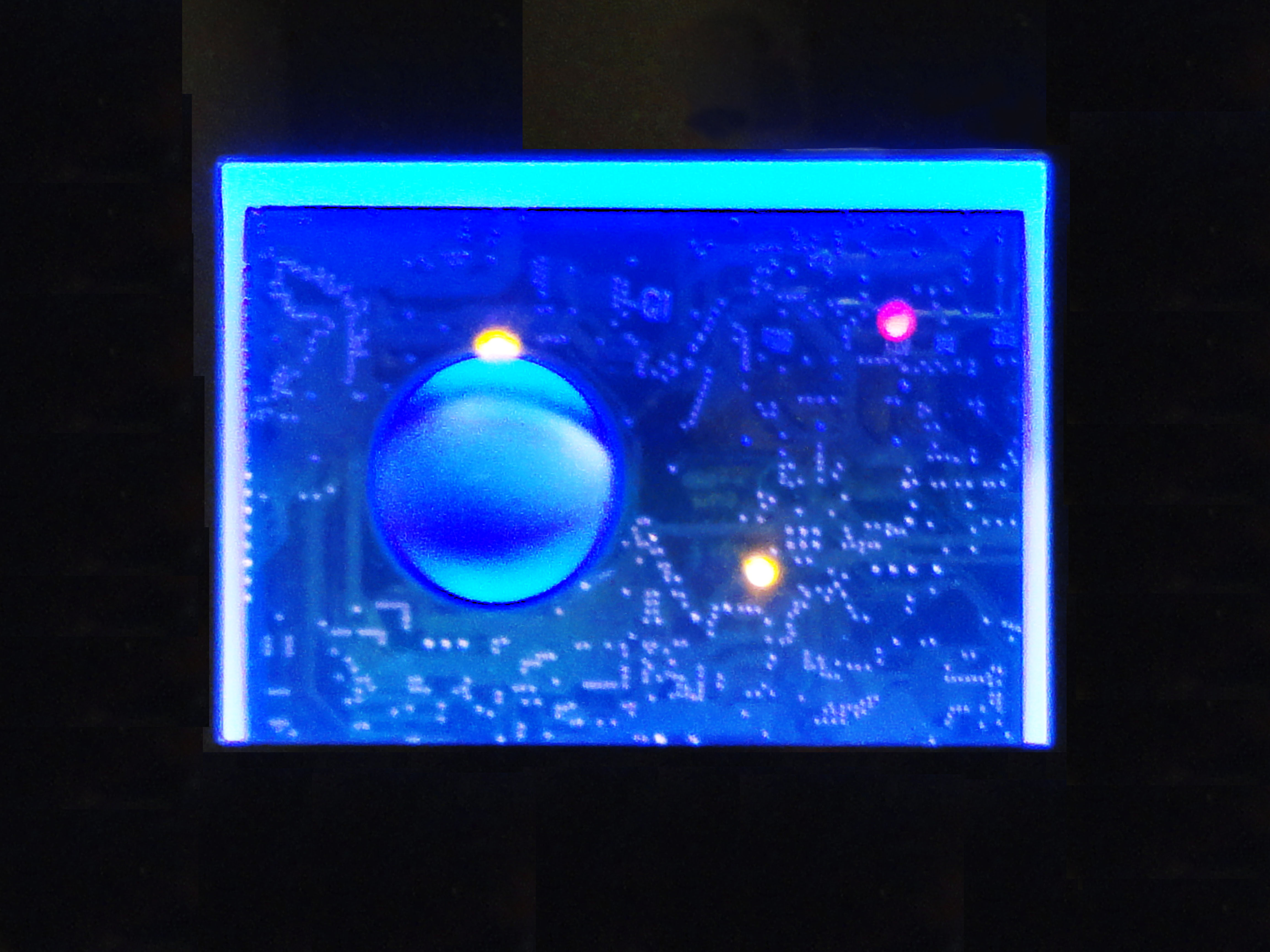
Світловий об'єкт Берталана Балінта на «Матрікс 2017». Фрагмент

За двадцять років своєї діяльності УАЕМ пройшла шлях розвитку від камерних мистецьких подій до масштабних, з учасниками декількох поколінь. Звернення митців до нових медіа насичує сучасне угорське  й світове мистецтво творами актуального змісту, розширює діапазон візуальної формотворчості.
Починаючи з 2008 року асоціація організовує кожні 2-3 роки фаховий огляд творів, добірка яких має розвиток у значному відрізкові часу. Так виникла серія показів «Історія угорської електрографії»   на матеріалах Фонду фотографічного мистецтва та архіву УАЕМ у Будапешті.
Закордонні виставки асоціації демонструють феномен угорської електрографії у взаємодії з європейським та світовим мистецтвом. УАЕМ має теплі стосунки з творчими колективами Національного музею в Белграді, Міжнародного триєнале графіки у Кракові, галерей та музеїв Чехії, Польщі, Румунії, Нідерландів, Фінляндії, Німеччини та ін.
Серія заходів УАЕМ під назвою «Цифрові ефекти в сучасному угорському образотворчому мистецтві» акцентує здебільшого на розвитку особливостей нової художньої мови, як вона сформувала сучасні візуальні зв'язки та співвідношення жанрових змішувань протягом останніх десятиліть до сьогодні.
Письменник Феледі Балаж, один з кураторів проєктів асоціації, добре знайомий з майстернями різножанрових художників, уважно аналізує творчість нового часу. Він згадує, скільки зусиль витрачав художник  на традиційні технології, добираючи фарби, пензлі, підрамники, або ж скульптор, що місить глину, вирізає камінь або дерево, або ж графік у виробництві гравюр, офортів, літографій. Письменник описує  фізичне навантаження художників як невід'ємну частину цієї професії. Виробництво цифрових зображень набагато комфортніше, тут цивілізація, як і в інших сферах, допомагає перенести фізичне зусилля на техніку, автомобілі, комп'ютери, роботів тощо. При цьому різко збільшується навантаження інтелектуальне. «Художнику нових медіа необхідно не зупинятися в світі цифрових зображень ні на хвилину, щоб бути постійно в курсі програмного забезпечення, апаратних засобів, пікселів, файлів з усього світу. Але, звичайно, цього не досить! Майстерність комп'ютера не робить  творів мистецтва, для цього потрібні творчий геній і талант, вони незамінні». 
Доктор мистецтвознавства Едіт Барта вважає важливою місією нових медіа особливе тяжіння до візуального синтезу, що є аналогом ментального, вкрай необхідного для збереження цілісності в умовах деструктивного середовища. «Якщо ми поглянемо на виставку, помітимо вражаючу присутність людини, поставлену в контекст цивілізації та суспільства… Наш мікросвіт містить достатньо елементів і потенціалів, які чекають на синтез. У роботах детально розглядаються питання, що стосуються нашої власної ідентичності, стосунків між тілом і душею та послідовності змін особистості у світлі її власної історії життя».
Різноманітна тематика експозицій розкриває потенціал творчого самовиявлення кожного художника, основна категорія — вільна. Доброю традицією виставок «Матрікс» та «Агора дігіталіс» стає запропонована організаторами категорія, присвячена спадщині одного з видатних митців минулого. Чимало медіа-художників знаходять візуальні мости між геніальними прозріннями класиків і гостро емоційними подіями сьогодення. Такими, наприклад, були рядки Лайоша Кашшака «Коні помирають, а птахи відлітають…», надруковані у поетичній збірці 1922 року, насиченій тривожною атмосферою драматичних переживань перебудови світу, яка не скінчилась донині.
Нові медіа зацікавила й поезія Іштвана Сечені у можливості відтворити стан, коли «Твоя душа високо злітає над тілом».
Відгук знайшла творчість «першого кіберхудожника» Ніколаса Шеффера.
Особливий резонанс викликав ювілей великого авангардиста Василя Кандинського. У присвячених йому роботах медіа-митці розвивали закладені ним колористично-конструктивні ідеї.
Українські представники міжнародної виставки В. Харченко та О. Голуб свою частину експозиції «Матрікс 2017» демонстрували також у Києві. Преса відмітила різнобічну зацікавленість європейських країн до творчості першого абстракціоніста: «Показово, що біографія генія  пов’язана частково з Україною. В Одесі пройшли дитячі та юнацькі роки В. Кандинського (з 1871 по 1885). Стверджують, що сяйво південного сонця й безмежність Чорного моря… увійшли невід'ємною складовою до його духовного скарбу».
Висока технологічність комп'ютерного мистецтва  органічно узгоджується з «технократичною» тематикою, яку художникам вдалось реалізувати у «Місячному проєкті», насиченому футурологічними фантазіями освоєння Місяця. Втім, медіа-мистецтво опанувало й сакральну царину, піднімаючись над живописною тілесністю. Здається, що тільки складні технології по створенню багатошарової візуальності здатні до передачі найтонших почуттів й глибинної духовності. Саме такі твори сучасного мистецтва проєкту «Укриття» УАЕМ експонувались на території старовинного Абатства Бенедиктинців угорського міста Паннонгалма, після чого частина з них поповнила колекцію його знаменитого музею.

## Художники УАЕМ
Більшість митців асоціації є мешканцями Угорщини, проте в її діяльності беруть участь і представники з понад двадцяти інших країн, серед них Німеччина, Франція, США, Японія, Південна Корея, Греція та інші. Окрім постійних членів УАЕМ чимало митців беруть участь у виставках лише зрідка.
Україну в різні часи представляли Олена Голуб, Володимир Харченко (Київ), Катерина Борцова (Харків), ТиХо! (Львів) та інші.